# Leviatano di Parsonstown

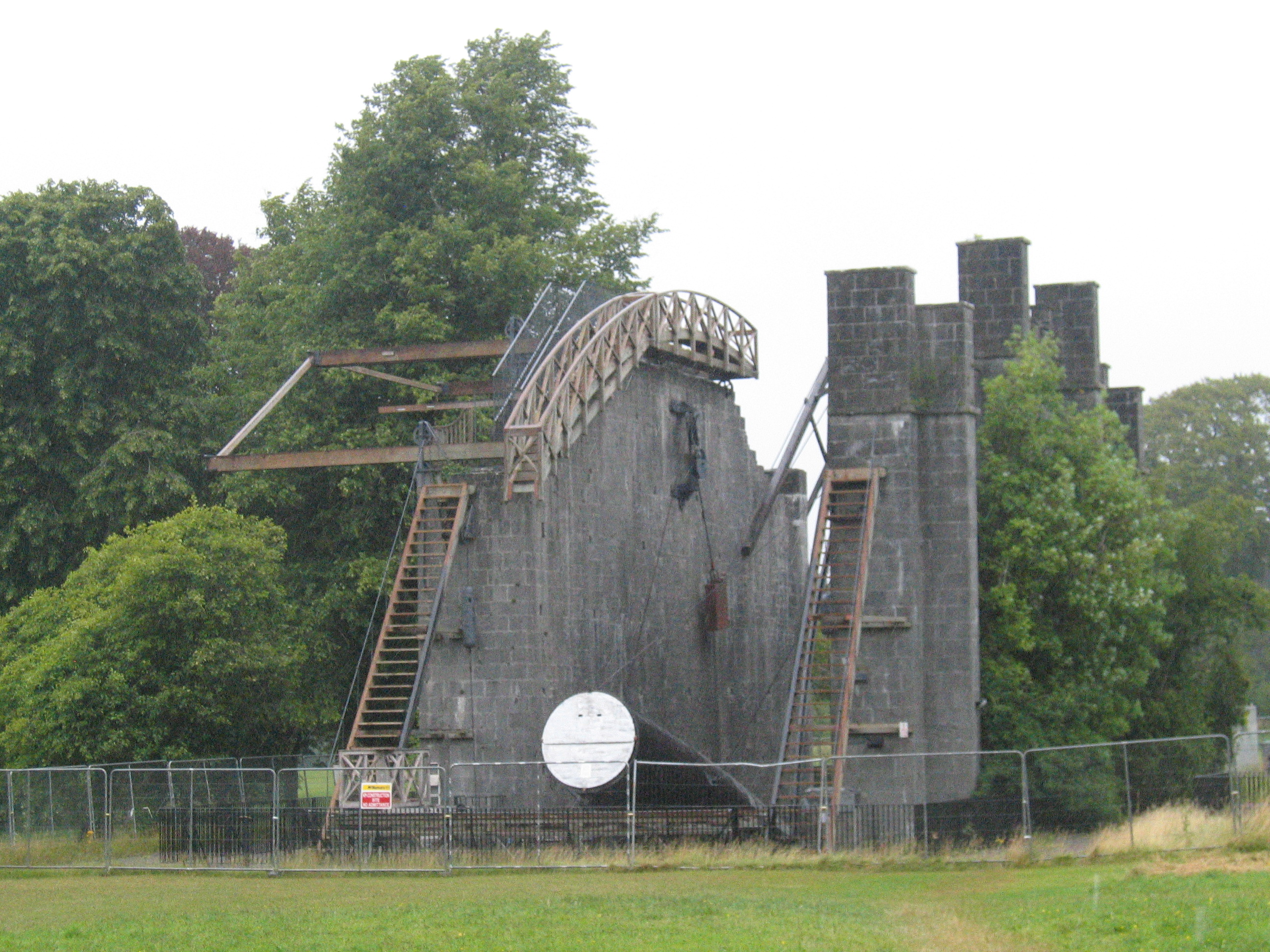
Telescopio ricostruito

Il Leviatano di Parsonstown è un telescopio riflettore fatto costruire dall'astronomo irlandese William Parsons nel 1845, presso il Castello di Birr. 

## Caratteristiche
Presenta una configurazione newtoniana e con lo specchio del diametro di 1,82 m è stato il più grande al mondo fino all'entrata in uso del Telescopio Hooker, nel 1917. Questo strumento è strutturato su due muri laterali e può compiere solo movimenti in altezza, osservando oggetti con declinazione nord, ma per caso con esso è stata scoperta la galassia M51, prima a spirale ad essere scoperta. Riguardo al Leviatano a John Herschel "mancavano le parole per descriverlo", tuttavia, a causa della grande carestia irlandese del 1850, non ne vennero sfruttate completamente le capacità. Nel 1914 il telescopio è stato in buona parte smantellato, ma a cominciare dagli anni '70 è tornato l'interesse a riutilizzarlo, arrivando a ricostruirlo nel 1997.